# غرافيتشار بيوغراد
نادي غرافيتشار بيوغراد لكرة القدم (بالإنجليزية: FK Grafičar Beograd)‏ نادي كرة قدم صربي. ويقع مقره في مدينة بلغراد.